# هانس يورغن بويي
هانس يورغن بويي (بالدنماركية: Hans Jørgen Boye)‏ هو مجدف دنماركي، ولد في 30 يونيو 1942 في Rudkøbing ‏ في الدنمارك.

## وصلات خارجية
- هانس يورغن بويي على موقع الاتحاد الدولي للتجديف (الإنجليزية)
- هانس يورغن بويي على موقع اللجنة الأولمبية الدولية (الإنجليزية)
- هانس يورغن بويي على موقع أوليمبيديا (الإنجليزية)